# Lisac (Novi Travnik, BiH)
Lisac je naseljeno mjesto u općini Novi Travnik, Federacija Bosne i Hercegovine, BiH.
Nalazi se južno od Novog Travnika. Kroz Lisac prolazi regionalna cesta R 439 Novi Travnik - Uskoplje preko Pavlovice.

## Stanovništvo

### 1991.
Nacionalni sastav stanovništva 1991. godine, bio je sljedeći:
ukupno: 349
- Muslimani - 307
- Srbi - 41
- ostali, neopredijeljeni i nepoznato - 1

### 2013.
Nacionalni sastav stanovništva 2013. godine, bio je sljedeći:
ukupno: 348
- Bošnjaci - 348